# Adiri (Libyen)
Adiri (arabisch إدري, DMG Idrī), frühere Transkription auch  Adri, Edri, Ederi, ist eine Oase in der Sahara und Hauptstadt der dünn besiedelten libyschen Provinz Wadi asch-Schati’.

## Name
Seinen Namen soll Adiri von den Byzantinern bekommen haben, deren Amtssprache Griechisch war. Sie nannten die Oase Hydri (griech. Wasser). Während der islamischen Expansion wurde Hydri in arabische Schrift (إدري) transkribiert, was dann später europäische Reisende und Afrikaforscher phonetisch in die lateinische Lautschrift ihres jeweiligen Heimatlandes übertrugen. So wurde aus Hydri (arabisch ausgesprochen) beispielsweise in Englisch je nach Verfasser Adiri, Adri, Edri, Idri, im Deutschen Adiri, Edri, Ederi, oder in Französisch Oasis d’Éderi, Adri, Edri. Erst gegen Ende des 20. Jahrhunderts setzte sich auf Karten und in der Sachliteratur der meisten westlichen Länder die Schreibweise Adiri primär durch.

## Geografie
Adiri ist eine von Tuareg bewohnte relativ große Oase in der Sahara und gehört zur historischen Region Fessan. Die Stadt liegt 338 Meter über dem Meeresspiegel. Sie befindet sich zentral in Libyen etwa 600 km südlich der Hauptstadt Tripolis im abgelegenen Süden der Provinz Wadi asch-Schati’ an der Grenze zum Wadi al-Haya. Adiri liegt nahezu isoliert in einer großen Talsenke und ist auf allen Seiten von Sanddünen umgeben, die im Norden von den Hügeln und Tälern des Jabal al-Hasawna begrenzt werden. Sabha, das politische und wirtschaftliche Zentrum des Fessan, befindet sich 208 km südöstlich. Der nächstgelegene Flughafen ist in Brak, rund 130 km östlich von Adiri entfernt. Das Gebiet außerhalb der Oase ist Wüste mit keiner oder geringer Vegetation.
Die Straße von Brak nach Adiri ist asphaltiert. Es ist die einzige, die in die Oase führt. Auf ihr befindet sich zwischen den kleinen Ortschaften Wanzarik und Tmisan rund 28 km vor Adiri ein Rastplatz, der ebenfalls den Namen Adiri trägt. Auf Karten ist diese Station jedoch nicht mit der Stadt Adiri zu verwechseln. Neben einer Tankstelle und einem Verkehrssicherheitskontrollposten stehen an dem Rastplatz ein paar Hütten, wo Händler aus Adiri frische Waren anbieten. Von Tmisan führt die asphaltierte Straße in einem großen Bogen über Al-Mansura weiter nach Adiri. Hinter Tmisan gibt es eine Abkürzung über eine Wüstenpiste, welche Al-Mansura umgeht und die Fahrzeit zwischen Tmisan und Adiri etwas verkürzt. Beide Routen enden in Adiri.

## Klima
Adiris Wüstenklima ist gekennzeichnet durch hohe Temperaturen im Sommer und geringe Niederschlagsmengen im Winter. Im Frühling ist die Oase dem mit Sandstaub beladenen heißen und trockenen Wüstenwind Gibli ausgesetzt. Die jährliche Durchschnittstemperatur in der Region beträgt 25 °C. Der wärmste Monat ist der August mit einer Durchschnittstemperatur von 36 °C, der kälteste Januar mit 12 °C. Der durchschnittliche jährliche Niederschlag beträgt 45 Millimeter. Der feuchteste Monat ist der Dezember mit durchschnittlich 9 mm Niederschlag und der trockenste ist Juli mit 1 mm Niederschlag.

## Wirtschaft
Adiri verdankt seine wirtschaftliche Bedeutung der Verfügbarkeit von unterirdischem Wasser sowie der Fülle an Obstgärten und Dattelpalmen. Die Oase verfügt über 50 Quellen mit 20 Flachbrunnen, deren Tiefe 2,5 bis 3 Meter beträgt, und einige Tiefbrunnen. Im Mittelpunkt des Wirtschaftslebens der rund 4600 Einwohner (Stand 2018) steht die Landwirtschaft. Frische und getrocknete Datteln gehören neben Gerste, Getreide, Zuckerrohr und begrenzten Mengen Mais, die für den lokalen Verbrauch ausreichen, zu den wichtigsten Produkten der Stadt. Im Sommer und Winter wird Gemüse angebaut, beispielsweise Tomaten, Melonen, Paprika, Zwiebeln und Knoblauch. Weitere Tätigkeiten sind Aufzucht und Haltung von Kamelen, Ziegen und Schafen.
Darüber hinaus befinden sich in der Umgebung von Adiri terrestrisch-aride Salzlagerstätten. Wissenschaftler gehen davon aus, dass vor sieben Millionen Jahren der schrumpfende Ozean Tethys die Sahara austrocknete und dabei riesige Salzvorkommen hinterließ. Das Salz der Sahara zählte schon im Altertum zu den berühmtesten Gütern der Wüstenhändler. Die Salzlagerstätte Adiri besteht aus einer harten Kruste und umfasst eine Fläche von etwa 35 km². Aus den Solen kann ein ziemlich reines Tafelsalz mit etwa 96 Prozent NaCl gewonnen werden.

## Geschichte

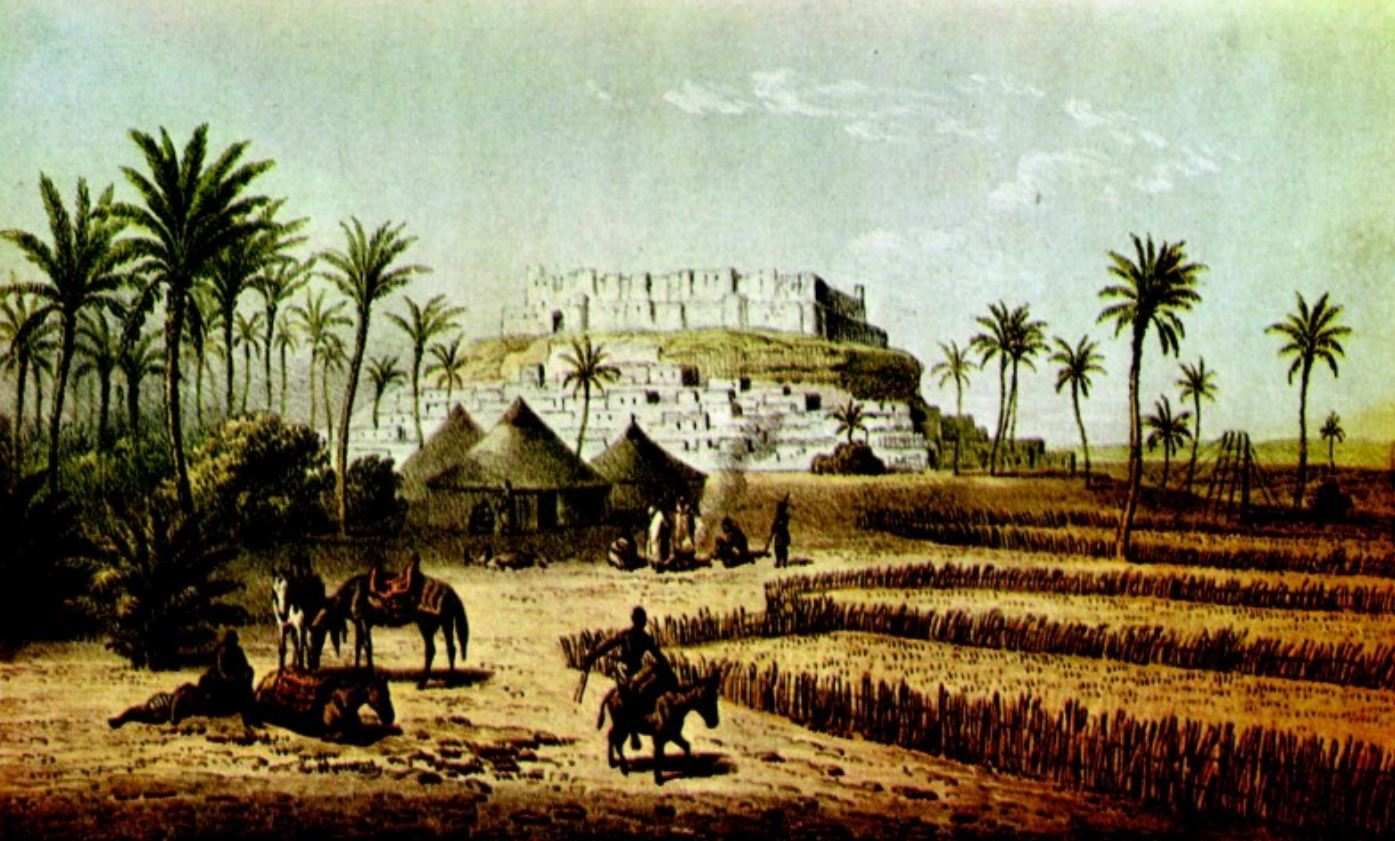
Oase Adiri, um 1850 (illustriert nach einer Skizze von Heinrich Barth)

Adiri war bereits in der Antike bekannt. Aufgrund ihrer geografischen Lage bildete die Oase ein wichtiges Zentrum auf den Karawanenrouten in Richtung Norden und Süden. Hier gab es viele Quellen, Wasser war im Überfluss vorhanden. In der Stadt befindet sich noch heute die Ruine einer Ksar, die der deutsche Afrikaforscher Heinrich Barth Mitte des 19. Jahrhunderts als Wüstenburg zum nächtlichen Schutz für Karawanen der Garamanten beschrieb. Barth lieferte umfassende Informationen zur Geschichte der Region, beschrieb detailliert die soziale Struktur der Tuareg und vervollständigte seine Beschreibungen mit Skizzen und regionalen Karten.
Als lokale Macht beherrschten die Garamanten den frühen Transsaharahandel zwischen der Mittelmeerküste Libyens und dem Tschadsee. Die Durchquerung der extrem trockenen Landschaften war abhängig von den wenigen Wasserstellen. Im Fessan kontrollierten die Garamanten alle Wadis und Oasen, legten Burgen als militärische Außenposten an, bauten ausgeklügelte Bewässerungssysteme, bestellten kleine Felder und kultivierten Dattelpalmen. Die Oase Adiri war aufgrund ihrer Größe eine der wichtigsten Lebensadern im Fessan.
Barth verweilte mehrmals in Adiri. Er transkribierte den Ortsnamen in Ederi und beschrieb die Oase für sich und seine Mitreisenden als einen „malerischen Lagerplatz zwischen Dattelbäumen und Kornfeldern“. In der Umgebung entdeckte er Höhlen, römische Grabkammern und Gräber der Garamanten, die in der zweiten Hälfte des 6. Jahrhunderts das Christentum annahmen. Einheimische berichteten ihm, dass der Ksar um das Jahr 1840 von wilden Horden zerstört wurde. Die neue Stadt entstand am nördlichen Hügel der Burg. Sie war ebenfalls befestigt, verfügte über zwei Stadttore und ein- bis zweistöckige Häuser in engen Gassen. Zu Barths Zeiten lebten in Adiri beständig „nicht mehr als 1000 Menschen“. Nur ein kleiner Teil der Bewohner verließ regelmäßig von Januar bis April die Oase und zog mit den Kamel- und Schafherden zum Weiden in die Hammada al-Hamra. In den anderen Monaten grasten die Tiere in Adiri.

### Transsaharahandel

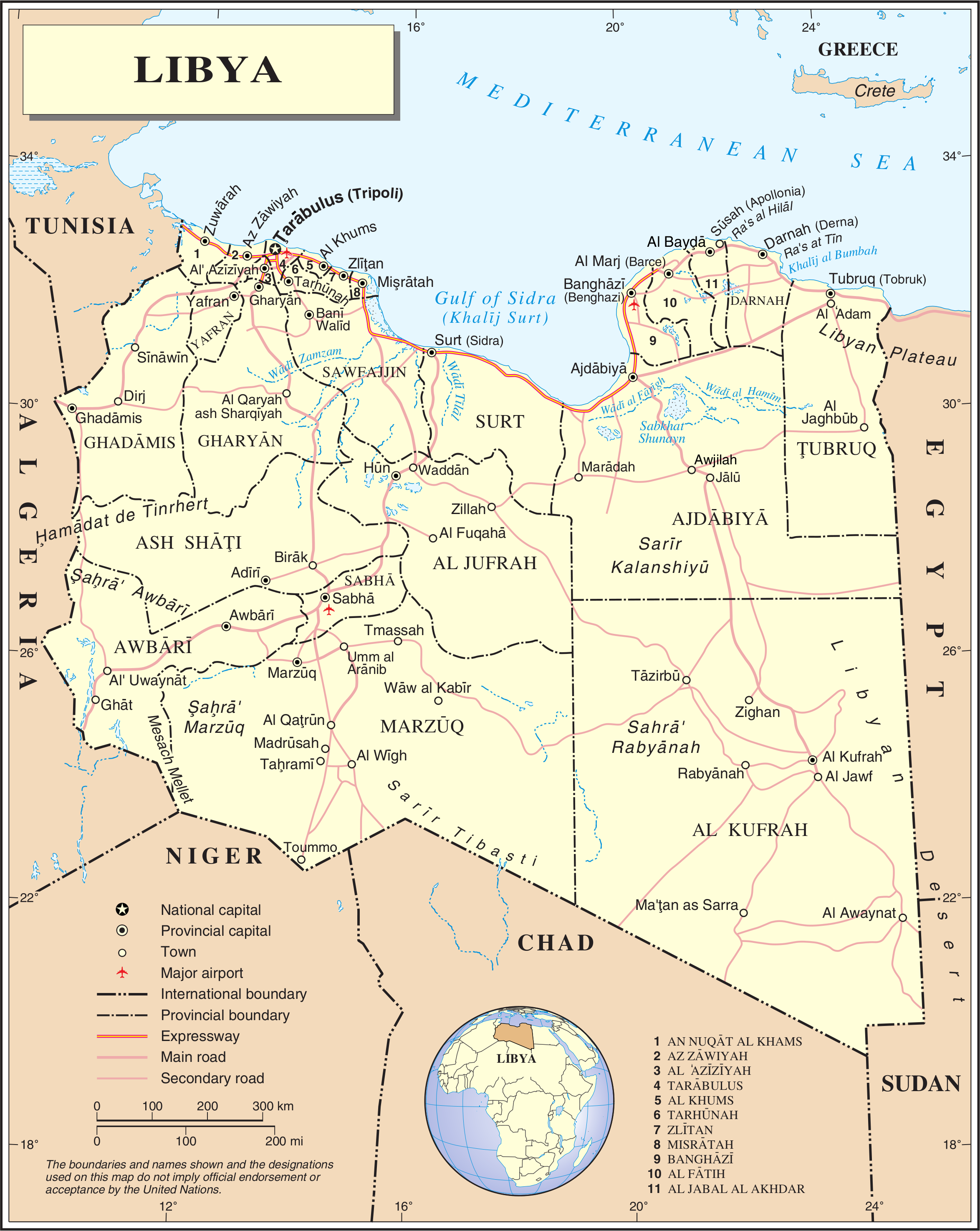
Lage von Adiri in der Provinz Wadi asch-Schati’ (eng. Ash Shati)

Im 16. Jahrhundert geriet der Fessan unter die lockere Oberherrschaft der Osmanen und der Qaramanli. Ab 1835 war das gesamte heutige Territorium Libyens offiziell eine Provinz des Osmanischen Reiches, vorher kontrollierten verschiedene Eroberer nur die Küstengebiete Tripolitaniens und der Cyrenaika, nicht aber deren Hinterland und den Fessan. Im 18. und 19. Jahrhundert erlebte Adiri eine wirtschaftliche Blütezeit. Dies war auf die von den Osmanen geschaffene Sicherheit und Stabilität in der Region zurückzuführen. In dieser Periode florierten Handelskarawanen erheblich, die teilweise aus 1000 und mehr Kamelen, Maultieren oder Eseln bestanden. Die Oase wurde aufgrund ihrer Lage und ausreichenden Ressourcen zu einer der wichtigsten Stationen im Transsaharahandel: Adiri versorgte die Karawanen mit Wasser, frischen und getrockneten Datteln sowie anderen notwendigen Lebensmitteln.
Die Stadt war über Jahrhunderte auch eine wichtige Transit-Station und ein Treffpunkt für Pilgerkarawanen aus dem Maghreb, die nordwärts, südwärts oder ostwärts in Richtung der heiligen Stätten zogen. Die Handels- und Pilgerrouten, die Adiri unumgänglich mit dem Mittelmeer und dem Süden verbanden, waren: die
- von Ghadames kommende Route über Adiri nach Sabha und von dort meist über Ubari und Ghat weiter nach Westafrika
- Route Adiri über die Sanddünen des Erg Ubari nach Murzuk und al-Qatrun nach Zentralafrika
- von Adiri nördliche Wüstenroute in Richtung Daradsch bis Tripolis
- ab Adiri östlich verlaufende Route über al-Dschufra nach Sirte und Bengasi oder nördlich in Richtung Mizdah und dann Tripolis
- von Süden kommende Route über Adiri durch das Gebiet von al-Dschufra nach Audschila, al-Dschaghbub, Siwa und von dort über die Sinai-Halbinsel in Richtung Mekka[5]

Gegen Ende des 19. Jahrhunderts nahm die Anzahl der durch Adiri ziehenden Handelskarawanen ab. Der Rückgang war auf die Handels- und Machtinteressen der europäischen Großmächte zurückzuführen. Im Zuge des Wettlaufs um Afrika weiteten Frankreich und Großbritannien ab 1880 ihre kolonialistischen Bestrebungen auf die Länder südlich der Sahara aus. Dabei kam es nicht nur zu heftigen kriegerischen Auseinandersetzungen mit heimischen Stämmen, sondern auch zu militärischen Feindseligkeiten zwischen den beiden rivalisierenden Kolonialmächten, die ihren Höhepunkt 1898 in der Faschoda-Krise fanden. Um die Konfliktgebiete zu umgehen, wählten die Handelskarawanen zunächst andere Routen in Richtung Mittelmeer und Westafrika. Mit der kolonialen Unterwerfung Nordwestafrikas durch Frankreich richteten sich die Handels- und Wirtschaftsbeziehungen Innerafrikas jedoch endgültig nach den Küstengebieten am Atlantik aus.
Vor allem Großbritannien unterband den Transsaharahandel, in dem es die eroberten Länder in die Abhängigkeit britischer Exporte zwang. Adiri war wie der gesamte Fessan weniger ein Schnittpunkt zwischen Europa und Orient, als vielmehr zwischen Orient und Afrika. Die europäischen Mächte verlagerten den Transport von Waren überwiegend auf Flüsse und begannen in ihren Kolonien mit dem Bau von Eisenbahnen. Speziell für Frankreich und Großbritannien verkörperte der Fessan ein ökonomisch wertloses Wüsten- und Steppengebiet, eine Art Niemandsland, das nichts einbrachte und zunächst wenig Beachtung fand. Im Zuge des Schacherns um die Kontrolle Marokkos erlaubten die Großmächte dem Königreich Italien, die Provinz Libyen in Besitz zu nehmen. Der junge italienische Staat gedachte sich mit Kolonien in dieselbe Liga zu spielen wie die älteren und mächtigeren europäischen Staaten. Wirtschaftlich nutzbar war allein das an Tunesien grenzende Tripolitanien.

### Fremdherrschaft

Italienische Eroberung Libyens (Adiri ist hier als Edri transkribiert)

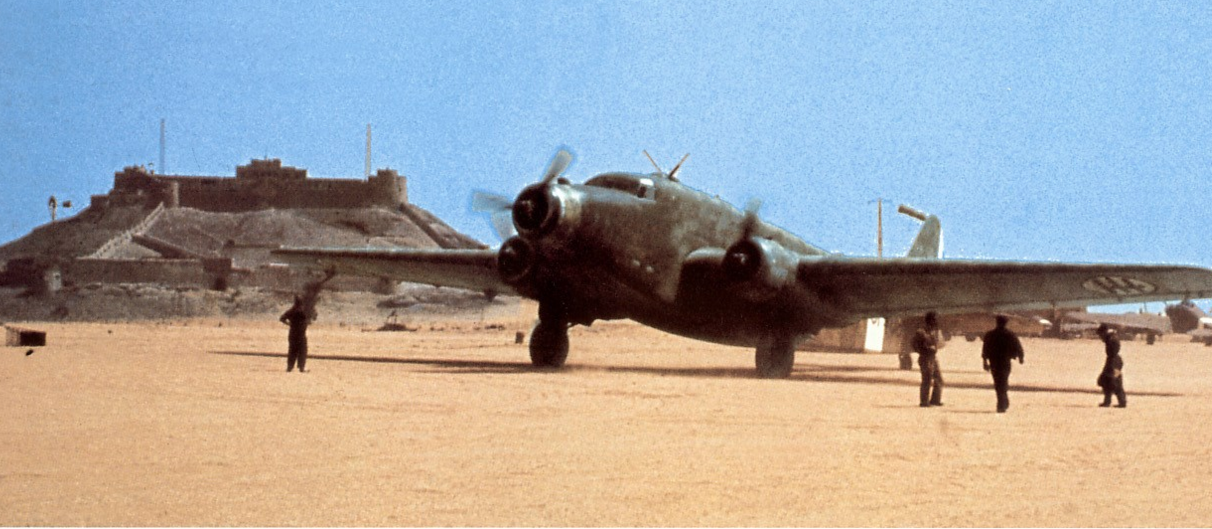
Italienische SM.82 im Fessan, ca. 1940

Die Italiener entfachten im September 1911 den Tripolitanienkrieg, der nach einem Jahr für die einheimischen und osmanischen Verbündeten mit einer Niederlage und Tausenden von italienischen Truppen getöteter arabischer Zivilisten endete. Damit gehörte das libysche Territorium formell zu Italien. Faktisch gelang es den Italienern aber nicht, die Macht gegen örtliche Rebellengruppen zu halten. Zwar schoben sie von Tripolis aus bis Juli 1913 ihre Posten zum Fessan vor, jedoch waren die Versorgungslinien überdehnt und anfällig für Angriffe libyscher Widerstandskämpfer.
In Adiri stationierten die Italiener eine Garnison. Sie transkribierten den Ortsnamen als Edri. Innerhalb weniger Wochen war die italienische Besetzung im Fessan beendet. Am 26. August 1913 schlugen die Senussi unter der Führung von Ahmad asch-Scharif zurück: Die Garnisonen in Adiri sowie Ubari wurden massakriert und die Festung Sabha zurückerobert. Die restlichen italienischen Truppen im Fessan flohen in das französische Algerien. Kurz nach Ausbruch des Ersten Weltkrieges gelang es den Senussi mit türkischer Unterstützung, die Italiener aus ganz Libyen zu vertreiben.
Im Zweiten Italienisch-Libyschen Krieg (1922–1932), mit weit über 100.000 libyschen Todesopfern, brauchten die Italiener zehn Jahre um das Land zu erobern. Den Widerstand der einheimischen Bevölkerung im Fessan konnten die italienischen Truppen erst 1929/30 brechen. Adiri wurde 1929 besetzt. 1934 folgte die Gründung der Kolonie Italienisch-Libyen, die bis 1943 unter italienischer Kontrolle blieb. Um Truppenverbände schnell verschieben zu können, bauten die Italiener zu strategisch wichtigen Orten innerhalb kurzer Zeit befestigte und asphaltierte Straßen. Die bedeutendste war die entlang der Küste verlaufende 1822 Kilometer lange Via Balbia. Davon in Abu Qurayn abgehend, begannen die Italiener mit der Trassierung der sogenannten Fessan-Achse über Hon und Brak bis Sabha. Rund 300 der 650 Kilometer langen Straße konnten in den 1930er Jahren bis Hon fertiggestellt werden. Vollendet und erheblich erweitert wurde die heute in westlichen Ländern sogenannte Fezzan Road bis Sabha in den 1960er Jahren.
Die Italiener etablierten in Adiri erneut einen Außenposten, nunmehr mit Funkstation und Flugplatz-Sandpiste. Besetzt war die Station mit Einheiten der Carabinieri-Legion DEI RR. CC., deren Kommandant die zivile Gerichtsbarkeit der Region ausübte. Die Truppen wurde später stark reduziert und durch ortsansässige Hilfs- und Polizeikräfte ersetzt, die unter dem Kommando italienischer Unteroffiziere standen. Das Hauptquartier des Tuareg-Distrikts befand sich in Ubari. Für den LKW-Verkehr und Truppentransport baute das Militär mit Unterstützung von 150 Einheimischen bis zum Sommer 1933 eine Asphaltstraße zwischen Adiri und Brak.
In der Oase wurde ein medizinisches Versorgungszentrum mit italienischen Ärzten eröffnet, wo auch die indigene Bevölkerung behandelt wurde. Das medizinische Zentrum bestand aus einer Apotheke, einem Untersuchungs- und Behandlungsraum sowie einem großen Krankenzimmer. Zudem erhielt Adiri eine Schule, an der in Italienisch und Arabisch gelehrt wurde. Zu dieser Zeit versuchten italienische Ärzte in groß angelegten Kampagnen gefährliche Krankheiten wie die Cholera und Malaria zu bekämpfen. Malaria war im Fessan weitverbreitet. In fast jeder Oase gab es Anopheles-Mücken. Adiri war neben Ubari die erste Oase, wo es durch Aufklärung (regelmäßig Füße waschen, verschwitzte Kleidung wechseln etc.) und Hygienemaßnahmen (Verbesserung der sanitären Anlagen etc.) gelang, die Anopheles-Mücken zu vertreiben.
Im November 1937 tobte von Adiri bis Brak ein schweres Gewitter bei dem Häuser einstürzten und die Fluten der Wadis erhebliche Schäden in der Oase anrichteten. 
Am 22. September 1942 befahl Charles de Gaulle dem französischen Colonel Jacques-Philippe Leclerc, den Fessan zu erobern. Die Offensive startete mit Truppen der Afrique française libre (dt. Streitkräfte für ein freies französisches Afrika) vom Tschad aus am 22. Dezember 1942. Damit sollte ein jahrhundertealtes Kolonialprojekt verwirklicht werden: Die Inbesitznahme der gesamten Sahara durch die Franzosen. Am 9. Januar 1943 proklamierte Leclerc den Fessan als französisches Territorium. Unterstützt von der Forces aériennes françaises libres (dt. Freie Französische Luftwaffe) und mit 1000 Fahrzeugen, 4000 Afrikanern, darunter 3250 Senegalschützen, 600 Europäern, einer kurz zuvor aufgestellten französischen Panzereinheit und einigen britischen Offizieren, eroberte Leclerc am 12. Januar 1943 Sabha, einen Tag später Murzuk, Ubari und Brak. Am 14. Januar 1943 vermeldete die alliierte Presse die Einnahme von Adiri, der letzten Oase im Fessan vor Tripolis.
Die Eroberung der Oasen im Fessan erfolgte durch aufgeteilte Verbände nahezu zeitgleich, so dass die Italiener keine Truppen verschieben konnten. Am 25. Januar 1943 marschierte Leclerc in Tripolis ein, wo er seine Truppen für den anschließenden Vormarsch auf Tunis unter das Kommando von Bernard Montgomery stellte. Nach dem verlorenen Tunesienfeldzug zogen sich die Italiener vollständig aus Afrika zurück. Das erste Problem der Franzosen nach der Besetzung des Fessans waren Grenzstreitigkeiten. Eine Lösung wurde erst fünf Monate später gefunden: Ab September 1943 standen die Cyrenaika sowie Tripolitanien unter britischer und der Fessan offiziell unter französischer Besatzung.
Von Anfang an behandelten die Gaullisten den Fessan als Kolonie und betrachteten das Gebiet als Bestandteil Französisch-Nordafrikas. Die Konstitution eines kohärenten Sahara-Raums zu vollenden, eine Region mit höchstwahrscheinlich immensen Bodenschätzen zu beherrschen, und vor allem auf dem kürzesten Weg nach Zentralafrika zu gelangen, indem nur Gebiete unter französischer Herrschaft überflogen oder durchquert werden müssen, bildete die Grundlage der französischen Koloniallogik. Das strategische Interesse, gepaart mit unverhohlenem Hochmut, veranlasste Frankreich, sofort nach Kriegsende die Vereinten Nationen und die Bevölkerung von der Bedeutung einer endgültigen Integration des Fessans in das französische Kolonialgebiet zu überzeugen. Diese Integration sollte innerhalb einer Generation durch eine Vervielfachung von militärischen Stützpunkten, Bohrungen von Tiefbrunnen, Gründungen von Schulen und Krankenhäusern, Verteilung von Saatgut, Kleidung und Lebensmitteln abgeschlossen werden.
In Adiri unterhielten französische genuine Kolonialtruppen von 1943 bis 1951 einen Außenposten. Von Tunesien aus wurden die Stützpunkte bis zum Tibestigebirge über Ghadames, Adiri, Brak, Sebha und al-Qatrun regelmäßig bis 1956 von einer Patrouille der regulären Armée française, bestehend aus einer Kolonne von 50 bis 60 Militär-LKW, angefahren. Im Sommer 1947 mussten die französischen Behörden Hunderte Fälle von Typhus in Adiri registrieren. Die Behandlung von Einheimischen setzten französische Ärzte in den ehemals italienischen Einrichtungen mit ortsansässigen Pflegekräften fort, wobei einmal im Monat ein Arzt zur Visite nach Adiri kam. Es fand auch weiterhin Unterricht an der Schule statt, jedoch ausschließlich in französischer Sprache.
Im Jahr 1950 verzeichnete die Statistik für Adiri 3450 Einwohner. Zwischen 1949 und 1950 unternahmen französische Geologen in der Oase mehrere Bohrungen und stießen in 150 m Tiefe auf fossiles Wasser. Zur Verbesserung der landwirtschaftlichen Erträge wurden einige Tiefbrunnen angelegt. Die französische Verwaltung stellte den Bewohnern der Oase kostenlos Saatgut und neue landwirtschaftliche Geräte zur Verfügung, erhob allerdings nachfolgend auf erzielte Gewinne eine Ertragsteuer. Erst 1951, als Italien alle Ansprüche auf das Gebiet aufgab, wurde nach einem Beschluss der UN-Vollversammlung Libyen in die Unabhängigkeit entlassen. Endgültig räumten die Franzosen die libysche Sahara jedoch erst 1956; bis dahin versuchte Frankreich, seine nordwestafrikanischen Kolonien dauerhaft auf den Fessan auszudehnen.

## Gegenwart

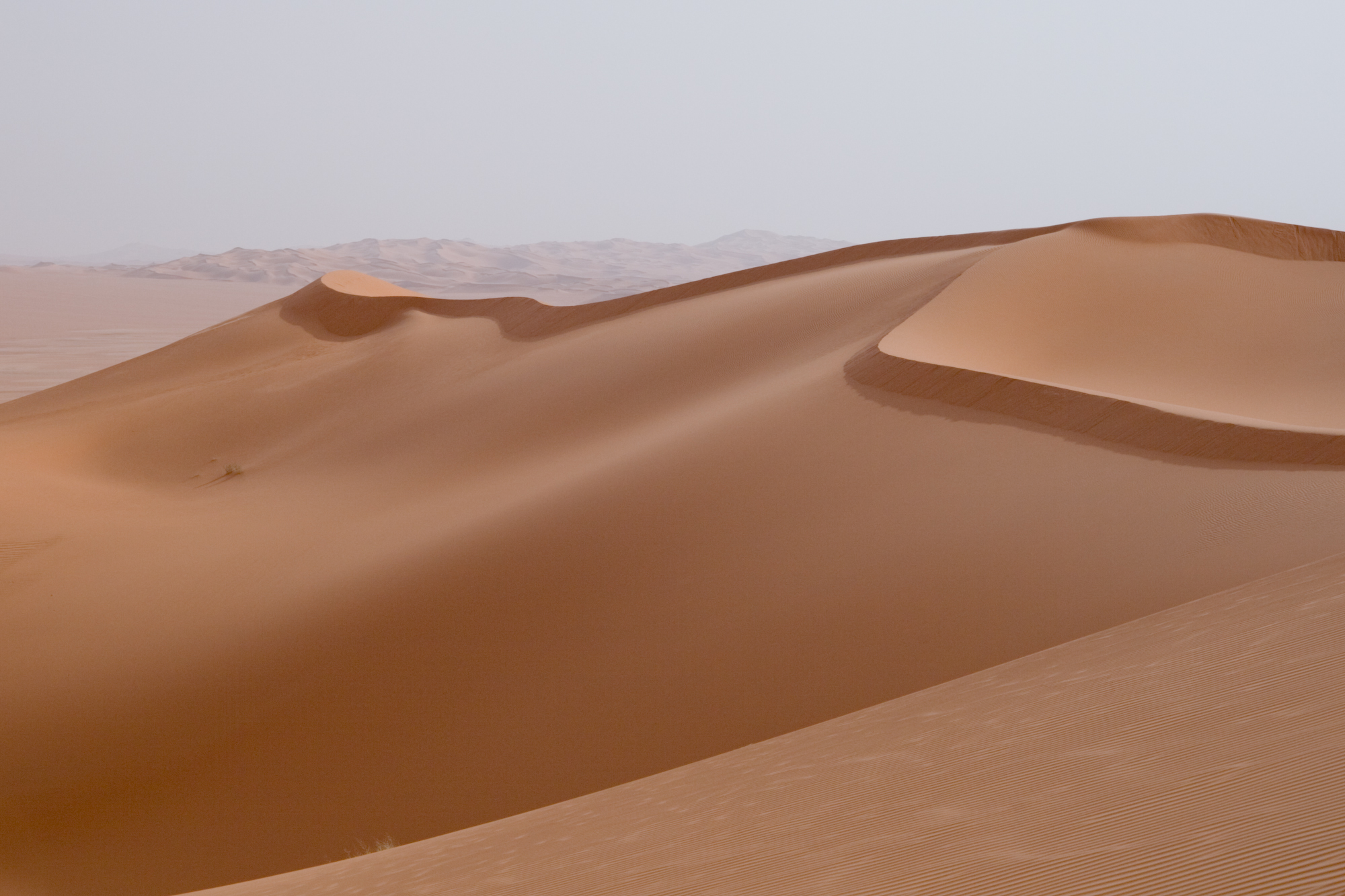
Landschaft zwischen Ubari und Adiri (Idehan Ubari Dünen, 2007)

Infolge des 2011 ausgebrochenen Bürgerkriegs in Libyen ist die Sicherheitslage seit 2014 im Süden des Landes insgesamt sehr angespannt und undurchsichtig. Neutrale lokale Milizen der Tuareg, Tubu und andere arabische Stämme kontrollieren den Fessan und bekämpfen sich teilweise gegenseitig. Einige stehen auf der Seite von Fayiz as-Sarradsch (Regierung in Tripolis), andere unterstützen Chalifa Haftar (Regierung in Tobruk). Aufgrund der fehlenden Sicherheit und mangelnden Erwerbsquellen, beteiligen sich viele Personen (auf allen Seiten) am Schmuggel von Migranten, Nahrungsmitteln, Waren, Alkohol, Drogen und Waffen.
Im September 2014 brachen heftige Kämpfe in Ubari aus, ausgelöst durch einen Streit zwischen Schmugglern. Beide Regierungen entsandten Truppen und versuchten in Gefechten die Kontrolle über das Gebiet zu erlangen. Der Konflikt endete im Februar 2016 mit einem Waffenstillstand. Während dieser Zeit wurden mehr als 300 Menschen getötet und über 2000 schwer verletzt. Die Flughäfen waren geschlossen und die Straßen in Richtung Sebha im Osten und Ghat im Westen gesperrt. Ubari stand unter Artillerie- und Raketenbeschuss. Scharfschützen schossen auf alles, was sich bewegte. Rund die Hälfte der Bevölkerung floh aus Ubari. Da eine Flucht nur in nördliche Richtung nach Adiri möglich war, mussten die Menschen rund 150 Kilometer Luftlinie durch die Wüste zu zurücklegen (real weiter wegen hoher Hügel und Sanddünen). Auf diesem Weg wurden auch Verwundete nach Adiri transportiert und Vorräte in das eingeschlossene Ubari gebracht. Das abgelegene Adiri gilt seitdem den Tuareg als Rückzugsort.
Trotz des Waffenstillstands ist die Lage im erdölreichen Fessan sehr fragil. Die Spannungen zwischen den lokalen Stämmen werden durch die rivalisierenden Regierungen in Tripolis und Tobruk verschärft, die sich um die Kontrolle der Erdölfelder streiten. Unterstützt werden sie dabei je nach Interessenlage und teilweise im gleichen Umfang von ausländischen Mächten wie der EU, den USA, den VAE, Russland oder der Türkei.
In Adiri befindet sich heute das größte Krankenhaus in der Region.